# Multnomah megyei Egyetem
A Multnomah megyei Egyetem keresztény magánintézmény az Amerikai Egyesült Államok Oregon államának Portland városában.

## Története
1936. február 14-én John G. Mitchell tiszteletes a Portland környéki lelkészeket és keresztény üzletembereket egy teológiai iskola létrehozásának ötletével kereste fel. Mitchell, Dr. B. B. Sutcliffe, Dr. Willard Aldrich és társaik ugyanezen évben megalapították a Multnomah megyei Teológiai Intézetet. Az oktatás hat tanárral és 49 hallgatóval egy halottasházban indult 1937 októberében.
Az intézmény vezetője 1943 és 1978 Aldrich volt; 34 évesen ő volt az USA legfiatalabb főiskolai rektora. Regnálása alatt az iskola jelenlegi helyére költözött, és diplomakibocsátási jogot kapott. Nyugdíjba vonulása után a tisztséget fia, Dr. Joseph C. Aldrich (becenevét Dr. Joe) vette át.
Az 1986-ban alapított Multnomah megyei Felsőfokú Lelkészképző Intézet neve először Multnomah megyei Teológiai Szemináriumra, majd 1993-ban Multnomah megyei Teológiai Főiskolára változott. Egyetemi rangot 2008. július 1-jén szerzett.
Az intézmény 2016-ban felmentést kapott a felsőoktatási törvény kilences cikkelye alól, azaz szabadon diszkriminálhatja az LMBT hallgatókat. Az iskola irányelvei csak a heteroszexuális felek közti házasságon belüli szexet fogadják el.

## Kampuszok
Az intézmény székhelye egykor a mai Lloyd Center bevásárlóközponttal szemben volt, majd 1952-ben megvásárolták az Oregoni Vakok Szakközépiskolájának épületét. 2008 és 2020 között a Nevada állambeli Renóban, később Las Vegasban telephely működött; itt volt a Renói Műszaki Akadémia (ma Nevadai Műszaki Akadémia) székhelye. A nevadai telephelyek később a Nevadai Keresztény Intézet nevet vették fel.

## Oktatás

### Alapképzés
BA szinten egykor követelmény volt a bibliatanulmányi alapképzés elvégzése, majd ezt követően lehetett másodszakot választani; később ehelyett egy teológiai alapozókurzus hallgatását tették kötelezővé. A papi képzés hét helyett öt év alatt elvégezgető, emellett kétféle TESOL (angol nyelvoktatás más nyelveket beszélőknek) minősítésű bizonyítvány is szerezhető.

### Mesterképzés
A mesterképzési intézetben négy MA szintű szakra lehet jelentkezni. A globális fejlődési és igazságszolgáltatási képzés két hét ruandai vagy thaiföldi gyakorlattal kezdődik, majd online formában folytatódik.

### Szeminárium
A teológiai előtanulmányokkal rendelkező szemináriumi hallgatók képzése egy évvel rövidebb az előtanulmányokkal nem rendelkezőkéhez képest. A szakmai gyakorlaton részt vevőket mentorpapok segítik.
A szemináriumban doktori képzés is folyik.

### Online kurzusok
Online formában alap- és mesterképzési, valamint szemináriumi kurzusok indulnak.

### Rangsorok
Az Oregon Business Review 2008-ban az intézményt a 25 legjobb nonprofit munkahely közé választotta. A Seattle Met 2009-es regionális képzési rangsorában a hatodik helyen állt.

## Sport
A Multnomah Lions a 2015/16-os tanév óta a National Association of Intercollegiate Athletics tagjaként a Cascade Collegiate Conference-ben játszik. A férfikosárlabda-csapat tartja az egy mérkőzésen szerzett legtöbb hárompontos dobás NAIA-rekordját.

## Nevezetes személyek

### Hallgatók
- Bettie Page, modell[20]
- Dan Kimball, író[21]
- Ferdinand Waldo Demara, csaló[22][23]
- Linda Chaikin, író[24]
- Luis Palau, író, hittérítő[25]

### Oktató
- Bruce Wilkinson, író[26]

## Fordítás
- Ez a szócikk részben vagy egészben  a   Multnomah University című angol Wikipédia-szócikk ezen változatának fordításán alapul.  Az eredeti cikk szerkesztőit annak laptörténete sorolja fel. Ez a jelzés csupán a megfogalmazás eredetét és a szerzői jogokat jelzi, nem szolgál a cikkben szereplő információk forrásmegjelöléseként.